# Сенкевич, Агнешка

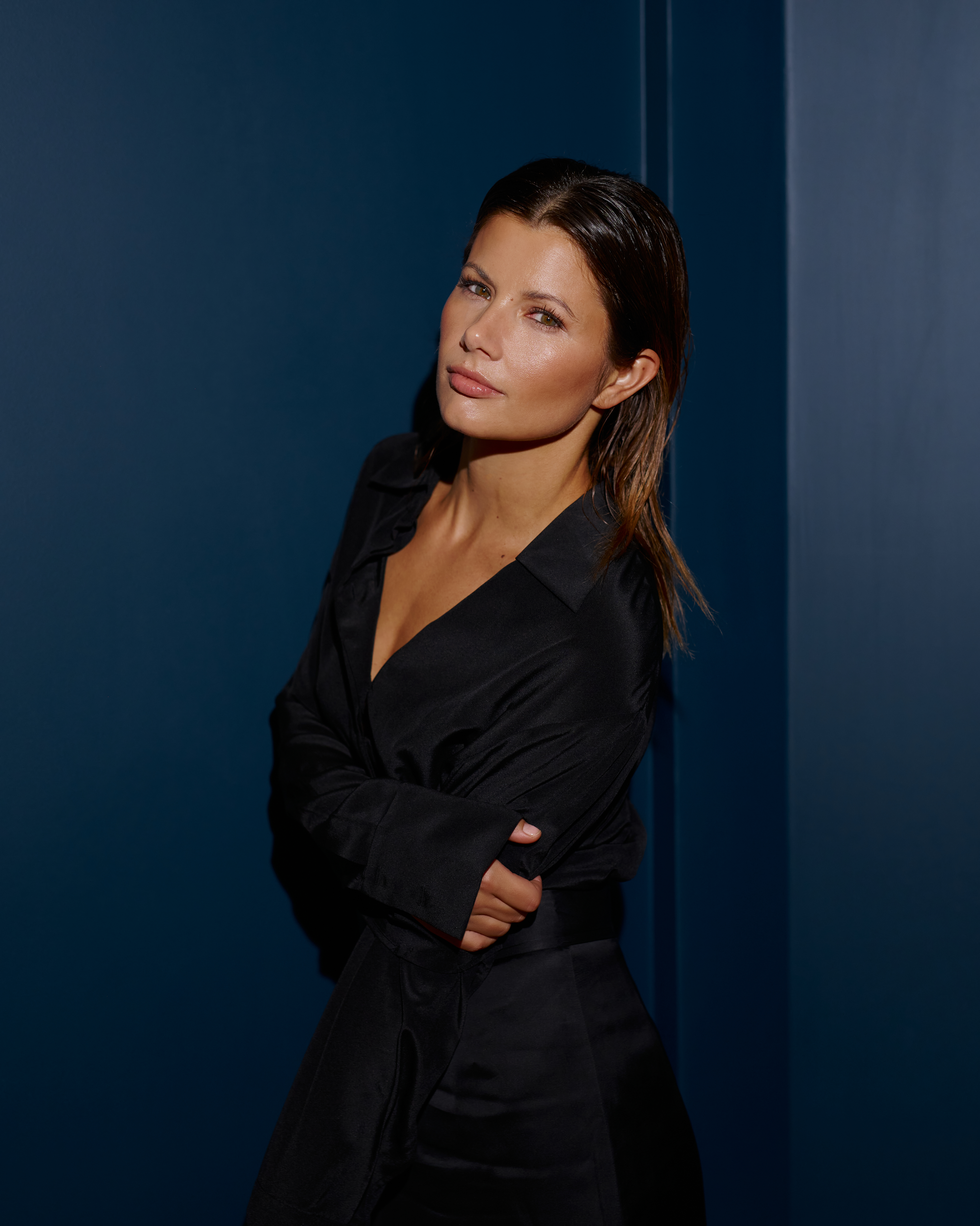
Агнешка Сенкевич в 2022 году

Агнешка Сенкевич (пол. Agnieszka Sienkiewicz-Gauer, род. 26 июля 1984, Мронгово, Варминско-Мазурское воеводство) — польская актриса.

## Ранние годы
Сенкевич родилась 19 июля 1984 года в Мронгово. В 2005 году окончила Высшую театральную школу при Театре Стефана Ярача в Ольштыне. Она связана с театром «Квадрат» в Варшаве. Она также сотрудничает с Театром в Калише.

## Карьера
Сенкевич дебютировала на маленьком экране в 2007 году, сыграв второстепенные роли в сериалах «Клан», «Плебания» и «Лицом к лицу». Она сыграла Магду Ярошек, одну из главных героинь сериала «Агенты» (2008), а также роль Вики в сериале «Просто в сердце» (2010–2011) и Катажину Мулярчик в «Л как Любовь» (2011–2015). В 2012—2021 годах она играла Дороту Грабовскую в «Подружках». В 2014 году вместе со Стефано Терраццино выиграла пятнадцатый сезон лёгкого развлекательного реалити-сериала «Танцы со звёздами» (en:Dancing with the Stars. Taniec z gwiazdami).

## Личная жизнь
Сенкевич — двоюродная сестра актёра Мацея Марчевского. 27 мая 2017 года она вышла замуж за Николая Гауэра. У них две дочери: София (2016 г.р.) и Мария (2019 г.р.). Она управляет магазином детских и семейных товаров на улице Пётрковской в Лодзи.